# Nagyerdei Stadion
Le Nagyerdei Stadion est un stade de football situé à Debrecen en Hongrie dont le club résident est le Debrecen VSC.
Avec une capacité de 20 340 places, le Nagyerdei Stadion est le troisième plus grand stade de Hongrie, derrière le Stade Ferenc-Puskás et le Groupama Aréna. Le stade se trouve sur le terrain de l'ancien Nagyerdei Stadion, démoli en 2013.

## Histoire
Le 3 mai 2012, les plans du nouveau stade ont été présentés et affichés sur le site officiel du Debrecen VSC. La capacité du nouveau stade sera de 20 300 places et ce sera le troisième plus grand stade de Hongrie. De plus, il sera le deuxième stade le plus moderne de Hongrie. Le club s’attend à une augmentation du nombre de spectateurs de 10 000 en moyenne. 
Le coût de la construction est de 11,5 milliards de forints hongrois. On prévoit que la construction du nouveau stade soit achevé d'ici avril 2014.
Le 29 janvier 2013, la construction du nouveau stade a officiellement commencé.